# Las Parotas, Acapulco de Juárez
Las Parotas är en ort i Mexiko.   Den ligger i kommunen Acapulco de Juárez och delstaten Guerrero, i den södra delen av landet, 280 km söder om huvudstaden Mexico City. Las Parotas ligger 48 meter över havet och antalet invånare är 323.
Terrängen runt Las Parotas är platt söderut, men norrut är den kuperad. Las Parotas ligger nere i en dal. Runt Las Parotas är det tätbefolkat, med 397 invånare per kvadratkilometer. Närmaste större samhälle är Kilómetro 30, 19,0 km nordväst om Las Parotas. Omgivningarna runt Las Parotas är en mosaik av jordbruksmark och naturlig växtlighet.